# Anne-Katrin Ziesak

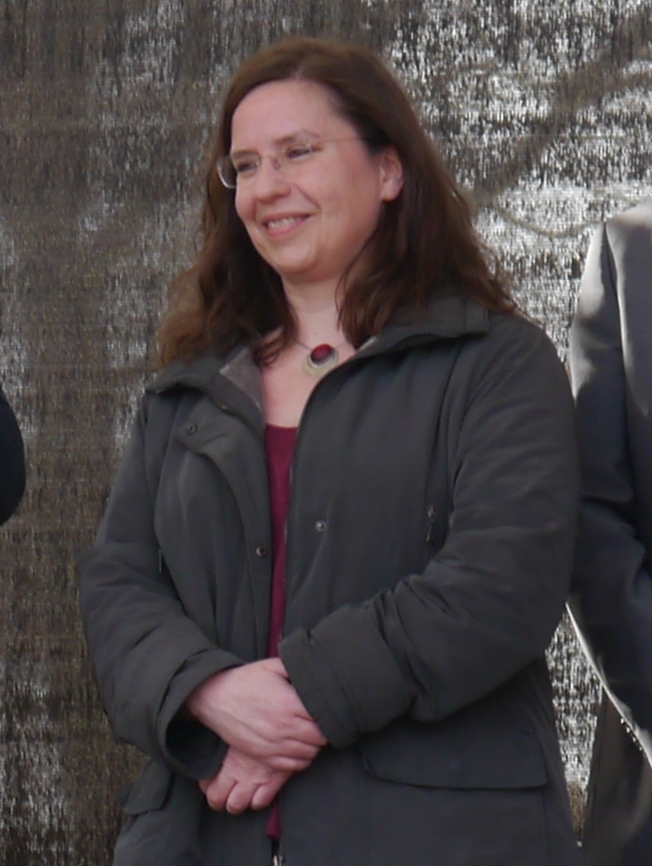
Anne-Katrin Ziesak bei der Voreröffnung der Ersten Brandenburgischen Landesausstellung in Doberlug-Kirchhain März 2014

Anne-Katrin Ziesak (* 1965) ist eine deutsche Historikerin und Museumsmitarbeiterin.

## Leben
Ziesak studierte Geschichte und Bibliothekswissenschaften an der Freien Universität Berlin. Anschließend arbeitete sie für diverse Museen und Einrichtungen, so das Deutsche Historische Museum in Berlin, das Deutsche Hygiene-Museum in Dresden, den Verlag Walter de Gruyter, die Stiftung Brandenburgische Gedenkstätten, die Barbican Art Gallery in London und das Haus der Brandenburgisch-Preußischen Geschichte in Potsdam. In diesem Zusammenhang hat sie sowohl in Cottbus als auch in Doberlug-Kirchhain bei der Ersten Brandenburgischen Landesausstellung als Kuratorin gewirkt.
2019 wurde sie wissenschaftliche Mitarbeiterin und Referatsleiterin Bibliotheken und Sammlungen bei den Luther-Museen (Lutherhaus und Melanchthonhaus) in der Wittenberg. Zum 1. Juni 2023 übernahm Anne-Katrin Ziesak die Leitung der Museen.

## Schriften (Auswahl)
- Der Verlag Walter de Gruyter 1749–1999. De Gruyter, Berlin 1999, ISBN 3-11-016698-4.

Herausgeber
- Gott in Brandenburg. Christliche Lebenszeugnisse aus zwölf Jahrhunderten. Lukas-Verlag, Berlin 2005, ISBN 3-936872-60-0
- mit Beate Schneider: Die grüne Fürstin. Lucie von Hardenberg – die Frau Fürst Pücklers. (= Edition Branitz. 5). Stiftung Fürst-Pückler-Museum – Park und Schloss Branitz, Cottbus 2010, ISBN 978-3-910061-10-1.
- mit Frank Göse, Winfried Müller und Kurt Winkler: Preußen und Sachsen. Szenen einer Nachbarschaft. Sandstein-Verlag, Dresden 2014, ISBN 978-3-95498-084-0.